# Yūzō Kobayashi
Yūzō Kobayashi (jap. 小林 祐三, Kobayashi Yūzō; * 15. November 1985 in Hamura, Präfektur Tokio) ist ein japanischer Fußballspieler. 

## Karriere
Yūzō Kobayashi erlernte das Fußballspielen in der Schulmannschaft der Shizuoka Gakuen High School in Shizuoka an der Südostküste von Honshū, der Hauptinsel von Japan. Seinen ersten Vertrag unterschrieb er 2004 bei Kashiwa Reysol. Der Verein aus Kashiwa spielte in der höchsten Liga des Landes, der J1 League. Ende 2005 stieg er mit dem Club in die zweite Liga ab. Ein Jahr später wurde man Vizemeister der J2 League und stieg direkt wieder in die erste Liga auf. 2009 stieg er mit dem Club wieder in die zweite Liga ab. Die Meisterschaft der zweiten Liga feierte er 2010 und stieg abermals in die erste Liga auf. Für den Club absolvierte er insgesamt 183 Spiele. Nach dem Aufstieg verließ er Kashiwa und schloss sich 2011 dem Ligakonkurrenten Yokohama F. Marinos aus Yokohama an. Mit Yokohama gewann er 2013 den Kaiserpokal. Im Finale gewann man 2:0 gegen Sanfrecce Hiroshima. Nach 187 Erstligaspielen wechselte er 2017 zu dem ebenfalls in der ersten Liga spielenden Sagan Tosu nach Tosu. Hier steht er bis heute unter Vertrag.

## Erfolge
Kashiwa Reysol
- J2 League

Meister: 2010  ▲
Yokohama F. Marinos
- Kaiserpokal

Sieger: 2013